# Мікіта (Риуге)
Мікіта (ест. Mikita) — село в Естонії, входить до складу волості Риуге, повіту Вирумаа.